# Radio 95 Tres FM
95 Tres FM fue una estación radial chilena ubicada en el 95.3 MHz del dial FM en Santiago de Chile. Inició sus transmisiones el 4 de enero de 2010 y fue la sucesora de la Radio Amadeus (que también pertenecía al Grupo Bezanilla); su programación se enfocaba a transmitir música adscritas al R&B, jazz, soul, funk, blues y pop.
La parrilla diaria de 95 Tres FM se comprendía netamente de programación musical, junto con programas de actualidad y de resúmenes informativos. La radio transmitió programas en vivo hasta el 31 de diciembre de 2011 y el martes 27 de marzo de 2012 Radio 95 Tres finalizó definitivamente siendo reemplazada por Candela FM que fue administrada por Mega, propiedad del Grupo Bethia que la había adquirido aparte de esta frecuencia en diciembre de 2011.

## Antiguas frecuencias
- 95.3 MHz (Santiago); antes Radio Candela, hoy Radio Disney, sin relación con Grupo Bezanilla.